# HD146667
HD146667 має назву Лямбда Косинця — подвійна зоря. 
Ця подвійна система має видиму зоряну величину в смузі V приблизно 5,8.
Вона розташована на відстані близько 467,9 світлових років від Сонця.

## Подвійна зоря
Головна зоря цієї системи належить до хімічно пекулярних зір й має спектральний клас A3.
В той же час спектральний клас іншої компоненти залишається  ще не визначеним.